# XML Information Set
XML Information Set (Infoset) ist ein W3C-Standard mit dem Status einer Empfehlung.
Die Infoset-Spezifikation dient als Basis für eine Reihe anderer Spezifikationen, welche Aussagen zum formellen Informationsgehalt von XML Dokumenten zu machen haben.
Ein wohlgeformtes XML Dokument hat ein „information set“.
Das „information set“ eines solchen Dokumentes kann folgende 11 Typen von Informationsträgern („information items“) enthalten:
- Das Dokument
- Die Elemente
- Die Attribute
- Die Verarbeitungsinstruktionen („processing instructions“)
- Die unaufgelösten Referenzen zu Entitäten
- Die einzelnen Buchstaben
- Die Kommentare
- Die Dokumenttypdeklaration
- Die unverarbeiteten Referenzen zu Entitäten
- Die Notationsangaben
- Die Namensraumangaben

Die derzeit gültige zweite Ausgabe des Infoset-Standards wurde am 4. Februar 2004 verabschiedet.